# Physokentia avia
Physokentia avia är en enhjärtbladig växtart som beskrevs av Harold Emery Moore. Physokentia avia ingår i släktet Physokentia och familjen Arecaceae. Inga underarter finns listade i Catalogue of Life.